# Звер из Екмура
Звер из Екмура (енгл. Beast of Exmoor) је назив за наводну ванземаљску мачку која је убијала овце на пољима националног парка Екмура у Уједињеном Краљевству.

## Историја
Постоје многи извештаји и сведоци који говоре да Звер из Екмура заиста постоји но неки људи мисле да је ово само легенда и да се никад није десила.
Прво пријављено виђење десило се 1970.. У граду Јужни Молтон 1983, je 1 сељак пријавио како је у 3 месеца изгубио преко 100 оваца. Рекао је да их је убила нека животиња која је личила на велику мачку. Описао је да има крзно сиве или црне боје. То је одговарало опису пуми и леопарда. У том периоду су многи људи држали пуме и леопарде у заточеништву ван зоолошких вртова. Могуће је да је нека од њих побегла из заточеништва и да је почела убијати овце на фармама. 2006. је сељак који је проналазио мртве овце, пронашао лобању пуме ублизини своје фарме, но научници не верују да велике мачке живе у дивљини Енглеске.

## Потрага
Пуно је оваца убијено, па је зато убрзо организована потрага за звери. Пуно је људи претраживало шуме. Неки су се сетили да пробају отровати животињу тако да око главе овце метну кесицу са отровом. Звер је јела целу овцу па чак и вуну, али док су је ловили није било пријављених случајева да је неко пронашао мртву овцу. У шуми су постављани фотоапарати који сликају све што се помакне, али никаква велика мачка није усликана. Када је завршена потрага звер се више није појављивала, и нико више никада није пријавио да је видео велику мачку на својој фарми. Неки људи мисле да је ова животиња била паметна као човек и да је зато отишла приликом потраге, јер је мислила да ће је ухватити. Никада није доказано шта је Звер из Екмура.